# Juliusgrabmal

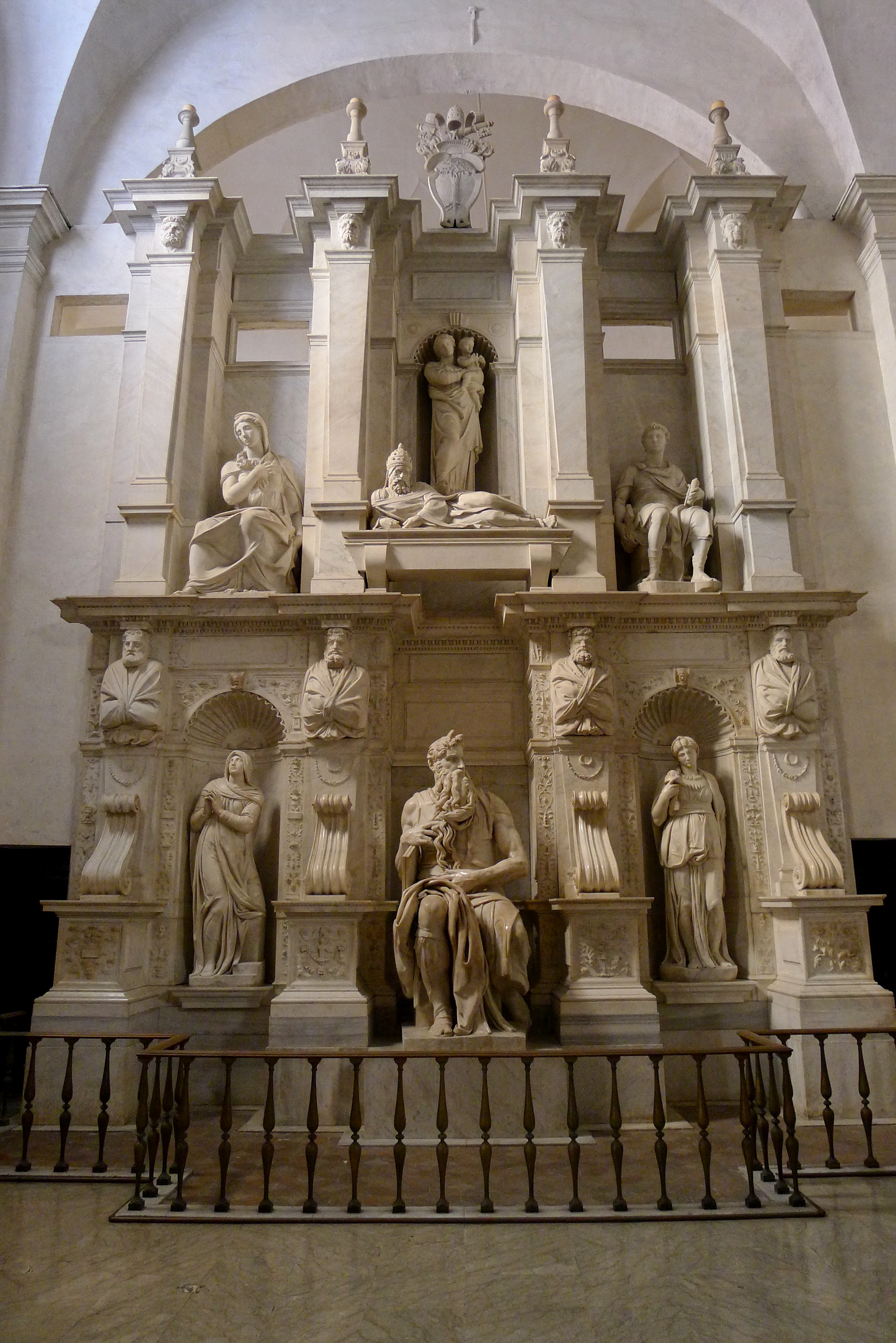
Gesamtansicht des Grabes

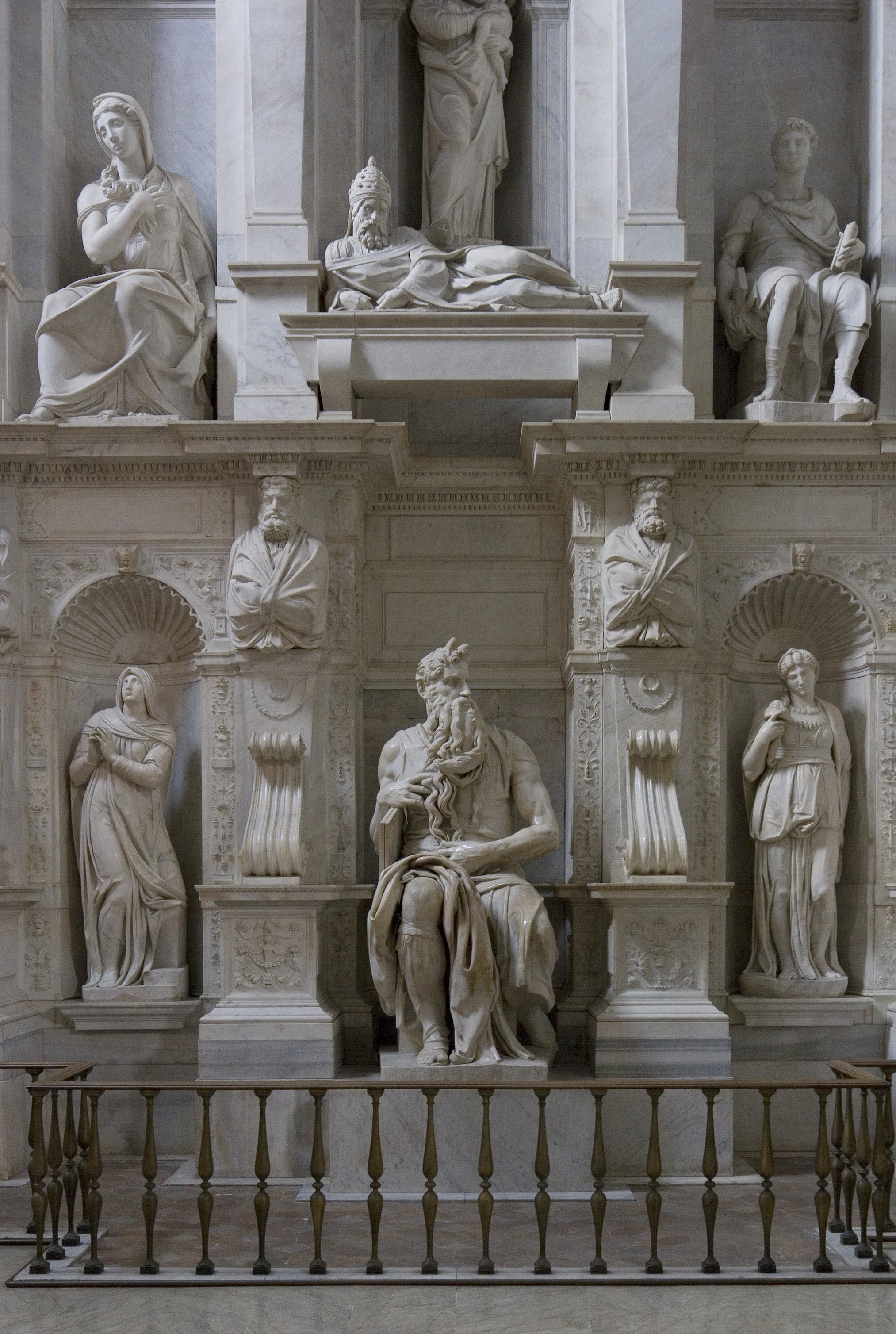
Teilansicht des Grabmonuments

Das Juliusgrabmal ist ein von Michelangelo Buonarroti und Gehilfen ausgeführtes Grabmonument für Papst Julius II. in der Gestalt eines zweigeschossigen Wandgrabes mit sieben Statuen, darunter dem berühmten gehörnten Moses. Das aus Carraramarmor bestehende Grabmal befindet sich in der Kirche San Pietro in Vincoli in Rom. Die Ausführung des Werks erstreckte sich über etwa vierzig Jahre, von 1505 bis 1545. Das Grabmal ist jedoch ein Kenotaph. Julius II. ruht zusammen mit Sixtus IV. unter einer schlichten Marmorplatte im Petersdom unterhalb des Denkmals für Papst Clemens X. Ausgerechnet jener Papst, der Sankt Peter für sein monumentales Grabmal umbauen wollte, ist somit in einem der schlichtesten, kaum beachteten Papst-Grabmäler bestattet.

## Entstehungsgeschichte

### Kommissionierung
Das Grabmal wurde im Jahr 1505 von Papst Julius II. aus der Familie Della Rovere in Auftrag gegeben, nur zwei Jahre nach dessen Amtsantritt. Der etwa 30-jährige Michelangelo war zu diesem Zeitpunkt bereits ein gefeierter Bildhauer. Möglicherweise war es Giuliano da Sangallo, der mit dem Wirken Michelangelos in Florenz vertraut war, welcher die Aufmerksamkeit des Papstes auf Michelangelo lenkte. Julius ließ Michelangelo aus Florenz zu sich rufen, wo infolgedessen wichtige Projekte  wie das Fresko der Cascina-Schlacht liegen blieben. Der Vertrag sah die enorme Summe von 10.000 Dukaten vor (zum Vergleich: für die etwa fünf Jahre früher fertiggestellte Römische Pietà hatte der Meister 350 Dukaten erhalten), von der allerdings auch das Material und Zuarbeiten/Gehilfen zu bezahlen waren. Die Kommissionierung des Grabmals war der Beginn einer komplizierten, von Zerwürfnissen, aber auch Zuneigung und gegenseitigem Respekt geprägten Beziehung zwischen diesen beiden großen Renaissancemenschen.
Die Arbeit an dem Werk erfolgte sporadisch über vier Jahrzehnte hinweg, immer wieder unterbrochen von anderen Aufträgen, denen sich der Meister kaum entziehen konnte. Die über einen so langen Zeitraum schwebende Verpflichtung der Vollendung des Grabmals stellte für Michelangelo eine fortdauernde schwere Belastung dar (der Meister sprach gegenüber seinem Biographen Ascanio Condivi von der „Tragödie des Grabmals“). Verspohl schreibt: „Was für ihn ein Triumph hätte werden sollen, entwickelte sich … zum Fluch, zur Tragödie seines Lebens.“ Müller schreibt hierzu: „[V]olle vierzig Jahre hatte [Michelangelo] mit den Widerwärtigkeiten und Seelenleiden zu kämpfen gehabt, die ihm aus diesem glänzenden und ehrenvollen Auftrage … erwachsen waren.“ Im Verlauf dieser vier Jahrzehnte wurden die Entwürfe für das Grabmal mindestens sechs Mal geändert, wobei die Abmessungen (zumindest ab dem zweiten Entwurf) und die Zahl der schmückenden Figuren immer kleiner wurden.
Die Anfänge der Arbeit am Juliusgrabmal fallen in die Zeit von Michelangelos zweitem Rom-Aufenthalt von 1505 bis 1506. Da Julius II. zum Zeitpunkt der Kommissionierung bereits über 60 Jahre alt war, drängte der Papst zunächst auf eine möglichst schnelle Ausführung. Die ersten Entwürfe legte Michelangelo seinem Auftraggeber im Jahr 1505 vor. Die Wintermonate 1505/06 verbrachte er in den Marmorbrüchen von Carrara, um den Aushub des Marmors für das Grabmonument zu überwachen. Anfang 1505 trafen die ersten Marmorblöcke in Rom ein und wurden in die Werkstatt des Meisters in der Nähe von St. Peter verbracht.

### Ursprüngliche Pläne (1505)
Da keine Entwürfe des Meisters selbst erhalten sind, gibt es über die ursprünglich geplante Gestalt des Grabmonuments relativ wenig gesicherte Erkenntnisse. Die einzigen Quellen sind die Biographien von Giorgio Vasari und  Ascanio Condivi, vor allem letztere. Klar ist, dass das Grabmal, wie es heute in San Pietro in Vincoli zu besichtigen ist, kaum noch Ähnlichkeiten mit den ursprünglichen Entwürfen aufweist. Der stets überschwängliche Vasari beschreibt in den Vite das Grabmal, wie es sich in den ursprünglichen Zeichnungen darstellte, als “…un disegno che aveva fatto per tal sepoltura, ottimo testimonio della virtù di Michelagnolo, che di bellezza e di superbia e di grande ornamento e ricchezza di statue passava ogni antica et imperiale sepoltura.” (deutsch: „größtes Zeugnis für Michelangelos Genie, welches an Schönheit und Großartigkeit sowie Ornamentierung und Reichtum der Statuen jedes antike und imperiale Grabmal übertraf.“)

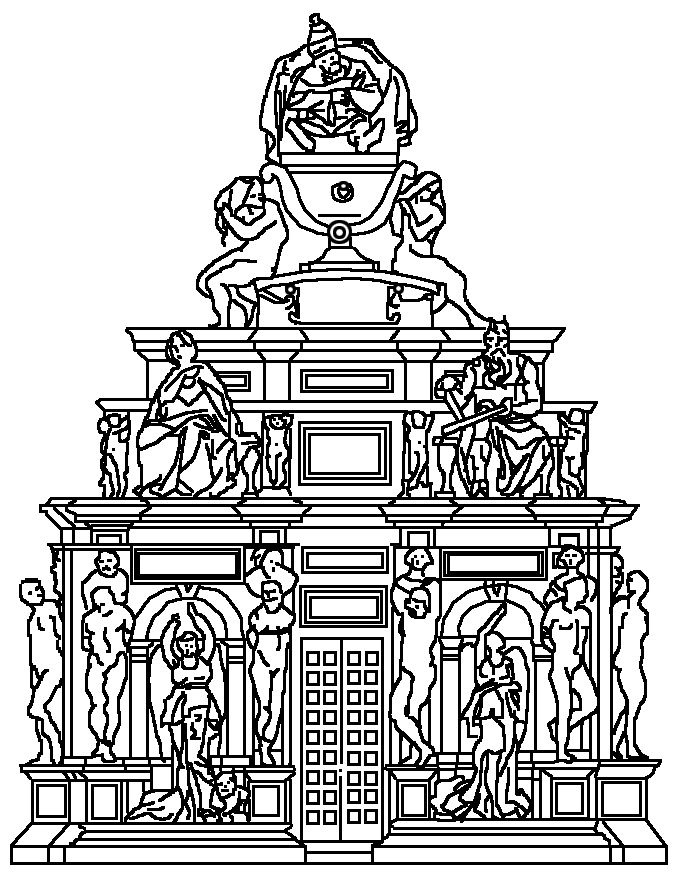
Rekonstruktion des ursprünglichen Projekts von 1505 (nach Franco Russoli, 1952)

Geplant war ursprünglich wahrscheinlich ein frei stehendes Mausoleum (Freigrab) mit rechteckigem Grundriss in der Gestalt einer dreigeschossigen Stufenpyramide. Das Grabmal sollte nach Vasari im Grundriss Seitenlängen von zwölf und achtzehn Ellen (braccia) aufweisen (7,2 und 10,8 m). Die Höhe sollte wohl um die acht Meter oder mehr betragen (Grimm kommt auf 30 Fuß). Das monumentale Werk sollte mit mindestens lebensgroßen Statuen versehen werden. Die meisten Kunsthistoriker nehmen mit Vasari und Condivi ca. 40 oder etwas mehr Statuen für diesen ersten Entwurf an. Grimm zählt sogar über 50 Statuen. Gardner/Kleiner gehen dagegen von ca. 28 Statuen aus. Die Statuen waren zum Teil freistehend, zum Teil eingebettet in Nischen oder an Pilaster angelehnt geplant. Auch Flachreliefs in Bronze waren für das Grabmal vorgesehen. Es ist klar, dass eine solche Fülle an teilweise ganz unterschiedlichen Statuen für Michelangelo, der sich selbst als Bildhauer sah und diese Disziplin gegenüber allen anderen Künsten bevorzugte, ganz besonders reizvoll gewesen sein muss.
Für das erste Geschoss waren bekleidete weibliche Figuren (in den Nischen) und unbekleidete männliche Figuren (an Pilaster angelehnt, die weiblichen Figuren umgebend) geplant. Zu Füßen der weiblichen Statuen sollten sich wiederum kleinere Statuen befinden, welche nach Grimm (vom Papst?) besiegte Städte darstellen sollten. Meist wird mit Vasari angenommen, dass es sich bei den weiblichen Figuren um Siegesgöttinnen und bei den männlichen Figuren um Gefangene/Sklaven handelt. Argan/Contardi geben folgende Deutung: Die Siegesgöttinnen und Gefangenen können einerseits als Anspielung an das klassische römische Thema des imperialen Triumphs interpretiert werden, andererseits aber auch als Symbol des christlichen Siegs über den Tod. Die Verbindung/Versöhnung von heidnischer Antike als ästhetischem Ideal und christlicher Neuzeit ist ein immer wiederkehrendes Thema in Michelangelos Werk.
Condivi sieht in den „Gefangenen“ Allegorien der Künste, die mit dem Tod des Papstes verschwunden sein würden, da sich niemals mehr ein Mann finden würde, der die Künste so wie dieser fördern würde. U.a. Grimm und von Einem schließen sich dieser Deutung an. Von Einem nimmt an, dass sich Michelangelo bei seinen Plänen von Antonio Pollaiuolos Grabmal für Papst Sixtus IV. in St. Peter inspirieren ließ, dessen Sarkophag Repräsentationen der Künste, Wissenschaften und Tugenden enthält. Der Meister habe möglicherweise nach neuen Formen für die Darstellung der Freien Künste gesucht, da diese niemals vorher als nackte männliche Figuren in Fesseln dargestellt worden waren. Die „Siegesgöttinnen“, über die sich Condivi nicht äußert, könnten dann als Allegorien der (siegreichen) Tugenden interpretiert werden.
Für eine oder beide der schmalen Seiten war der Eingang (Eingänge) zu dem begehbaren Mausoleum vorgesehen, in welchem sich der Sarkophag des Papstes befunden hätte. An den Ecken des zweiten Geschosses sollten wohl der Apostel Paulus und Moses sowie Allegorien der vita activa und der vita contemplativa platziert werden. Während Vasari und Condivi übereinstimmend nur diese vier Figuren angeben, nimmt Grimm insgesamt acht sitzende Statuen für diese Ebene an.
Als geplante Krönung des Monuments wird eine auf dem Katafalk thronende Figur des Papstes selbst vermutet. Der Katafalk sollte wohl von zwei Figuren gestützt werden, nach Vasari zwei Engel, Condivi zufolge Allegorien von Himmel und Erde.
Der Entwurf von 1505 hatte in der Geschichte der Papstgräber in dieser Form, als von allen Seiten zugängliches Freigrab, keine Vorläufer. Bei Vasari findet sich eine Anspielung auf die Mausoleen Römischer Kaiser. Zumindest für das erste Geschoss des Grabmals sieht von Einem Gemeinsamkeiten mit Römischen Grabmälern, nicht jedoch für oberen Teil der Konstruktion. Von Einem sieht in der Konzeption als Freigrab Ähnlichkeiten mit der traditionellen Vorstellung vom Heiligen Grab in Jerusalem; eine „Rekonstruktion“ desselben durch Leon Batista Alberti in der Cappella Ruccelai in der Kirche San Pancrazio in Florenz war Michelangelo bekannt. Abgesehen von solchen eher typologischen Ähnlichkeiten sieht von Einem größere Gemeinsamkeiten, hinsichtlich Konstruktion, Proportionen, Ornamentik u. a., mit Andrea Sansovinos Wandgrab für Ascanio Sforza in der Kirche Santa Maria del Popolo in Rom, das ebenfalls 1505 von Julius II. in Auftrag gegeben wurde.
Der ursprüngliche Entwurf des Grabmals war hinsichtlich seiner Ausmaße und der Anzahl der Statuen derart gigantisch, dass die Ausführung, selbst wenn Michelangelo ununterbrochen daran gearbeitet hätte, Jahrzehnte beansprucht hätte. Nicht nur die Statuen, sondern auch die architektonischen Elemente mit ihren vielfältigen Arabesken und sonstigen Ornamenten, die Bronzearbeiten usw. hätten einen gewaltigen Arbeitsaufwand bedeutet. Rolland spricht von einem „fiebernden Delirium von Plänen“, die der Papst und sein Künstler zusammen schmiedeten. Das Scheitern dieser frühen Pläne war somit fast unvermeidlich.
Ursprünglich war geplant, das Grabmal in Alt-St. Peter zu errichten, möglicherweise direkt über dem Grab des Apostels Petrus. Es zeigte sich jedoch bald, dass die alte Basilika nicht genug Platz für das geplante riesenhafte Monument bieten würde. Statt die Pläne für das Grabmal der Kirche anzupassen, beschloss Julius, eine neue Kirche zu errichten – die Idee für den neuen Petersdom war geboren. In diesem sollte das Grabmonument im Chor platziert werden.
Bereits im Jahr 1506 ließ der unstete, stets neue Pläne schmiedende Papst Julius die Pläne für das Grabmonument wieder fallen, um stattdessen den von Bramante geleiteten Neubau der Peterskirche voranzutreiben. Der Papst verweigerte Michelangelo jede weitere Bezahlung, so dass dieser bei dem befreundeten Bankier Jacopo Galli Geld aufnehmen musste, um Arbeiter und Marmor bezahlen zu können. Der tief enttäuschte Michelangelo, der hier eine gegen ihn gerichtete Intrige des Architekten Bramante vermutete, begab sich im Frühjahr 1506 gegen den Willen des Papstes nach Florenz. Es ist nicht unwahrscheinlich, dass Michelangelo tatsächlich das Opfer von Intrigen Bramantes und anderer in Rom befindlicher Künstler wurde, welche in Michelangelo einen Rivalen um die Gunst und die Finanzmittel des Papstes sahen. 1508 kehrte Michelangelo nach Rom zurück, längst wieder mit Julius versöhnt, dem er zwischenzeitlich in Bologna eine Bronzestatue errichtet hatte. Doch statt nun endlich die Arbeit an dem Grabmal voranzutreiben, beauftragte der Papst Michelangelo mit der Arbeit an den Decken- und Wandfresken der Sixtinischen Kapelle, die im November 1512 vollendet wurden.

### Zweites Projekt (1513)

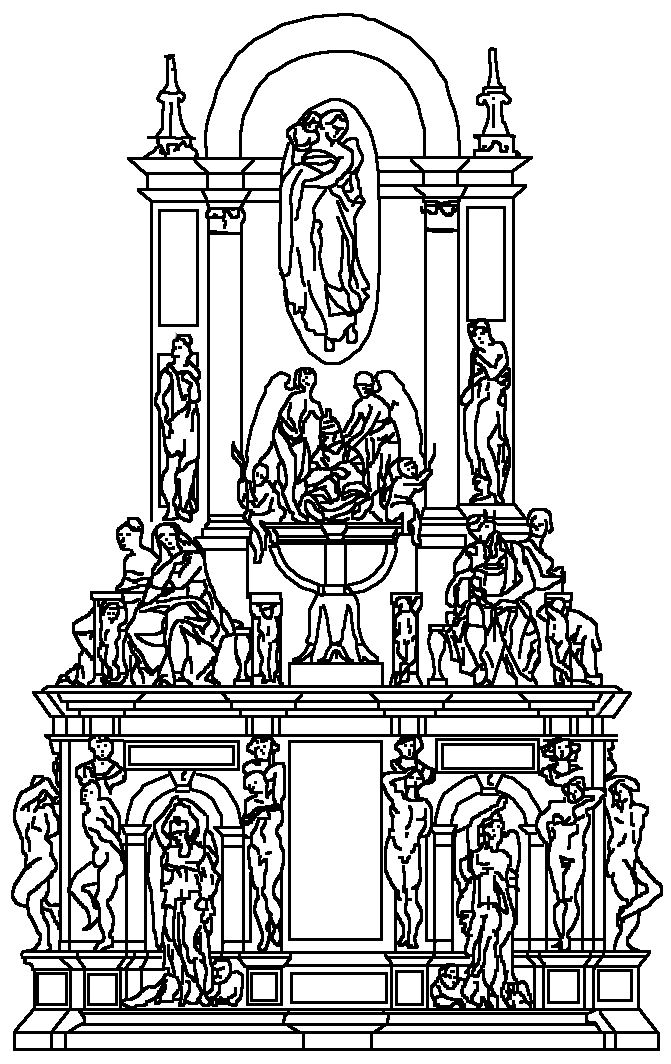
Rekonstruktion des Projekts von 1513 (nach einer Zeichnung von Jacomo Rocchetti im Kupferstichkabinett Berlin)

Im Februar 1513 starb Julius II. Im Mai 1513 wurde zwischen Michelangelo und den Testamentsvollstreckern Julius’ II. ein neuer Vertrag aufgesetzt, der eine neue, zumindest hinsichtlich der Zahl der Statuen verkleinerte Version des Grabmals vorsah, wie es Julius kurz vor seinem Tod selbst gewünscht hatte. Der Vertrag sah vor, dass Michelangelo exklusiv an dem Grabmal arbeiten sollte, die Arbeiten sollten binnen sieben Jahren abgeschlossen sein. Das Honorar wurde von 10.000 auf 16.500 Dukaten erhöht. Der Meister mietete ein Haus in der Nähe des Trajansforums (Marcello dei Corvi), wohin der Marmor verbracht wurde. Steinmetze wurden engagiert und Michelangelo, nach  der Arbeit an den Deckenfresken der Sixtinischen Kapelle froh, endlich wieder als Scultore arbeiten zu können, machte sich mit frischem Elan ans Werk.
Geplant war nunmehr ein Monument mit ebenfalls rechteckigem Grundriss, jedoch nur mit drei freistehenden Seiten, mithin ein Wandgrab. Grimm nimmt, wohl irrtümlich, „eine einzige, sich an die Kirchenmauer sich anlehnende Marmorwand“ an. Die ursprünglich vorgesehene Grabkammer wurde eliminiert, es handelte sich also nicht mehr um ein Mausoleum. Die Zahl der Skulpturen, die das Grabmal schmücken sollten, hatte sich deutlich verringert. Das erste  Geschoss entsprach wohl, wenn auch in einer verkleinerten Version und mit nur drei freistehenden Seiten, im Prinzip noch den ursprünglichen Plänen. Die gewaltige Struktur über dem ersten Geschoss weist Ähnlichkeiten mit einer Altarkonstruktion auf (cappelletta).
Für den Sockel des zweiten Geschosses waren wiederum sitzende Figuren vorgesehen, darunter auch der Moses. Zwischen diesen, in erhöhter Position, in der cappelletta sollte eine sitzende Statue des Papstes thronen, umgeben von zwei geflügelten Engeln, den Aufstieg in den Himmel symbolisierend. Diese Symbolik ist bereits in mittelalterlichen Grabmälern, darunter auch Papstgräbern, präsent. Über dem Ensemble mit der Papstfigur befindet sich eine Madonna mit dem Kind (diese könnte nach Einem statt als Statue auch als Bas-Relief oder sogar nur als Gemälde geplant gewesen  sein). Von Einem erkennt in der Madonna mit dem Kind eine „bemerkenswerte“ Ähnlichkeit mit Rafaels Sixtinischer Madonna für Julius II. Die Figuren der cappelletta sollten die übrigen Figuren an Größe übertreffen, da sie am weitesten vom Betrachter entfernt gewesen wären. Unklar ist, ob die cappelletta selbst lediglich als flache Wanddekoration geplant oder von der Wand aus weit in den Raum hineinragen sollte, so dass Platz für seitliche Nischen (mit Statuen) oder ähnliches gewesen wäre. Über die geplante Aufstellung des Grabmals ist nichts überliefert. Grimm nimmt bereits für dieses Stadium San Pietro in Vincoli an.
Obwohl es sich mit Blick auf die Figurenzahl um eine reduzierte Version handelte, hätte dieses Monument im Hinblick auf die Komplexität der Ikonographie und möglicherweise auch die Größe den ursprünglichen Entwurf sogar noch übertroffen.
Im Sommer 1513 beauftragte Michelangelo Antonio del Ponte a Sieve, die architektonischen Elemente des ersten Geschosses des Grabmals auszuführen, welche in die tatsächlich realisierte Fassung des Monuments eingegangen sind.
In der Zeit etwa zwischen 1513 und 1515 arbeitete Michelangelo an der Moses-Figur, die in der ursprünglichen Planung als Eckfigur des rechteckigen Freigrabs vorgesehen war. Die Vollendung des Moses erfolgte allerdings erst kurz vor der Aufstellung des Grabmals in San Pietro in Vincoli. Die unvollendete Statue lagerte somit etwa vier Jahrzehnte in Michelangelos Werkstatt in Rom. Etwa in demselben Zeitraum schuf Michelangelo auch zwei Sklavenfiguren (nach Borsi zwei Jahre vor dem Moses), die jedoch nicht in das Grabmal eingingen und sich heute im Louvre in Paris befinden. Grobe Entwürfe zweier Statuen, möglicherweise Sklaven, die sich heute in der Casa Buonarroti in Florenz befinden, gehen möglicherweise ebenfalls auf diese Zeit zurück.

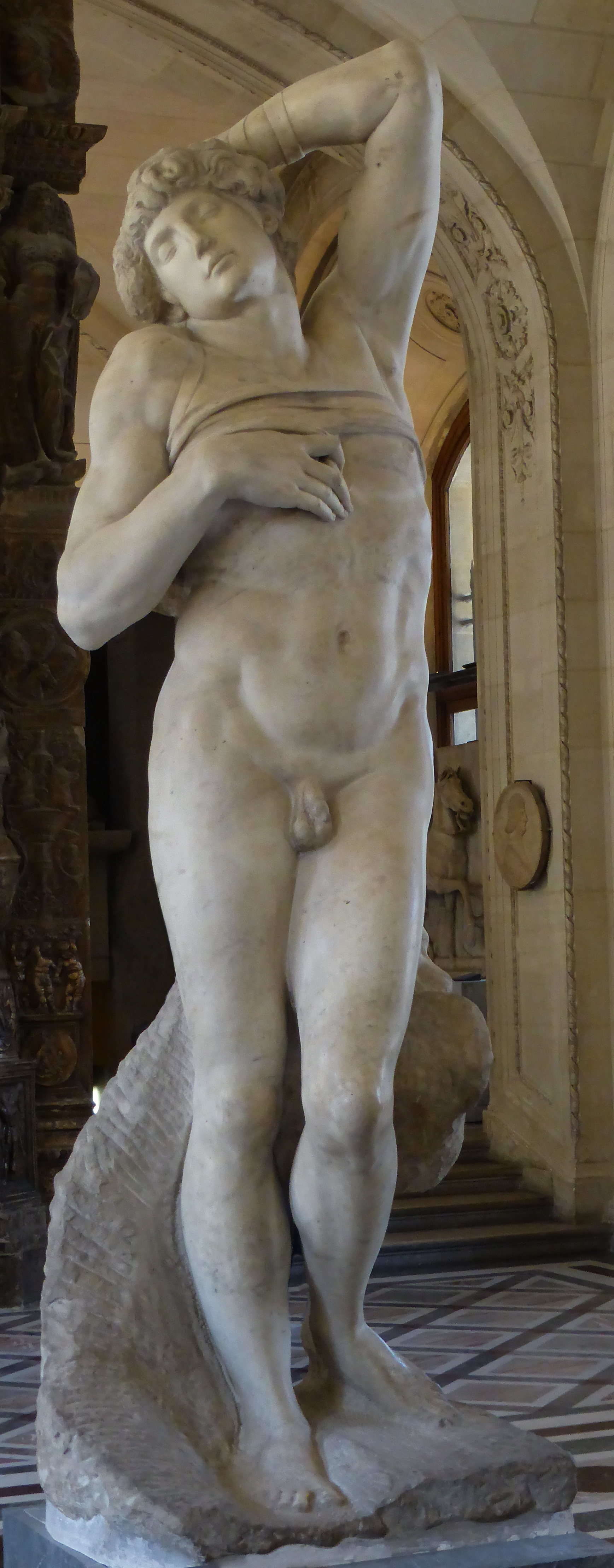
Sterbender Sklave, Louvre, Paris
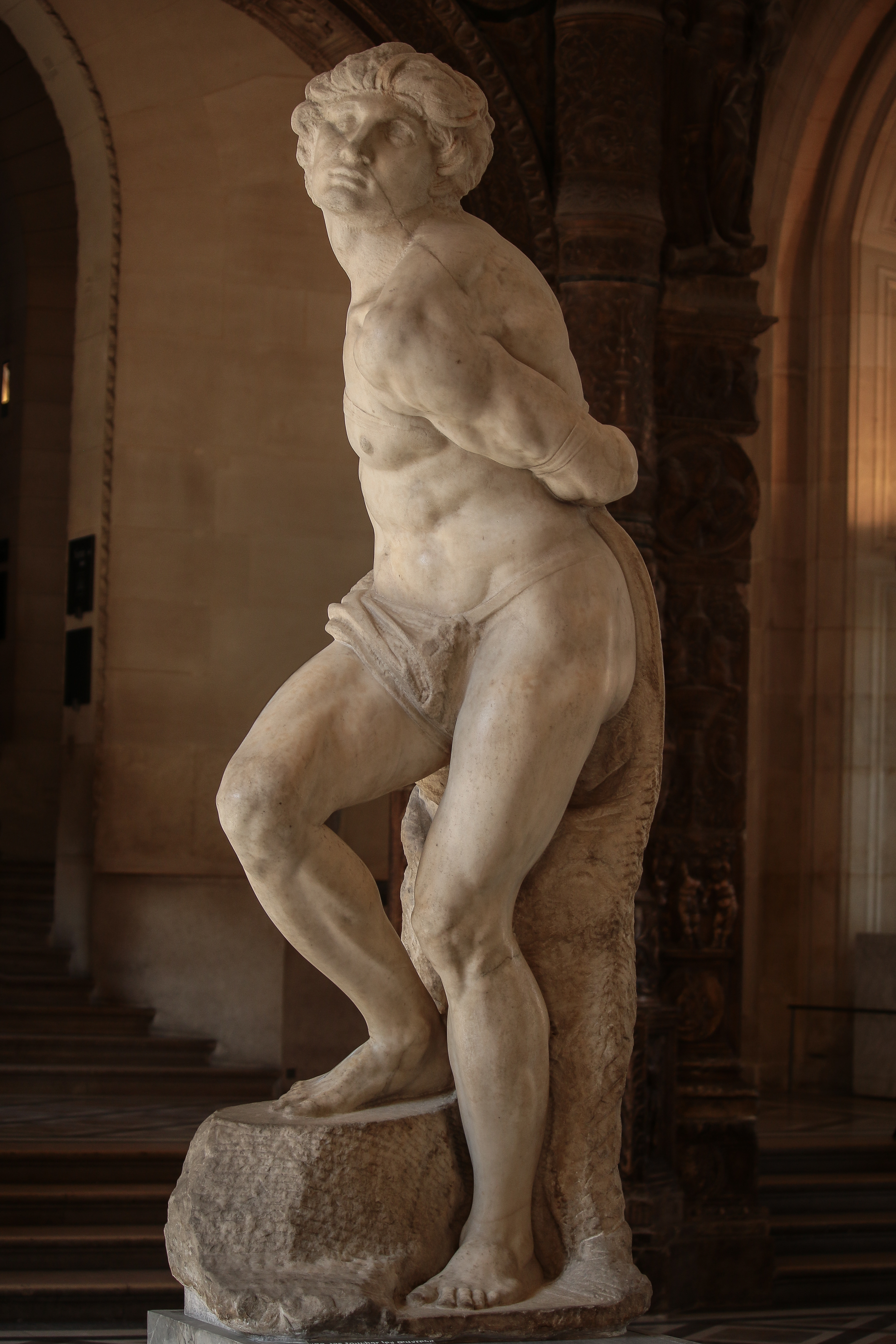
Gefesselter Sklave, Louvre, Paris
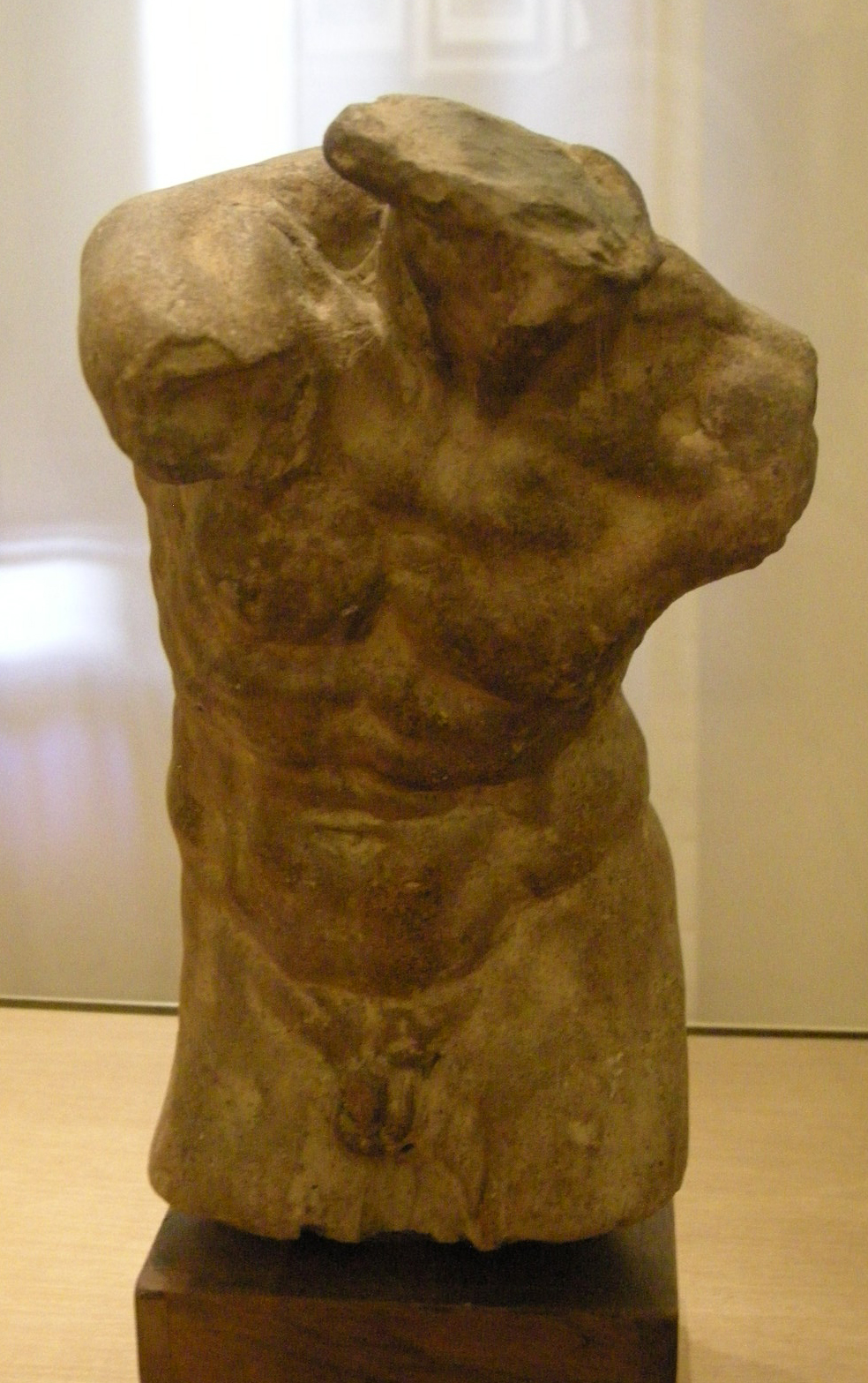
Entwurf eines Sklaven (?), Casa Buonarroti
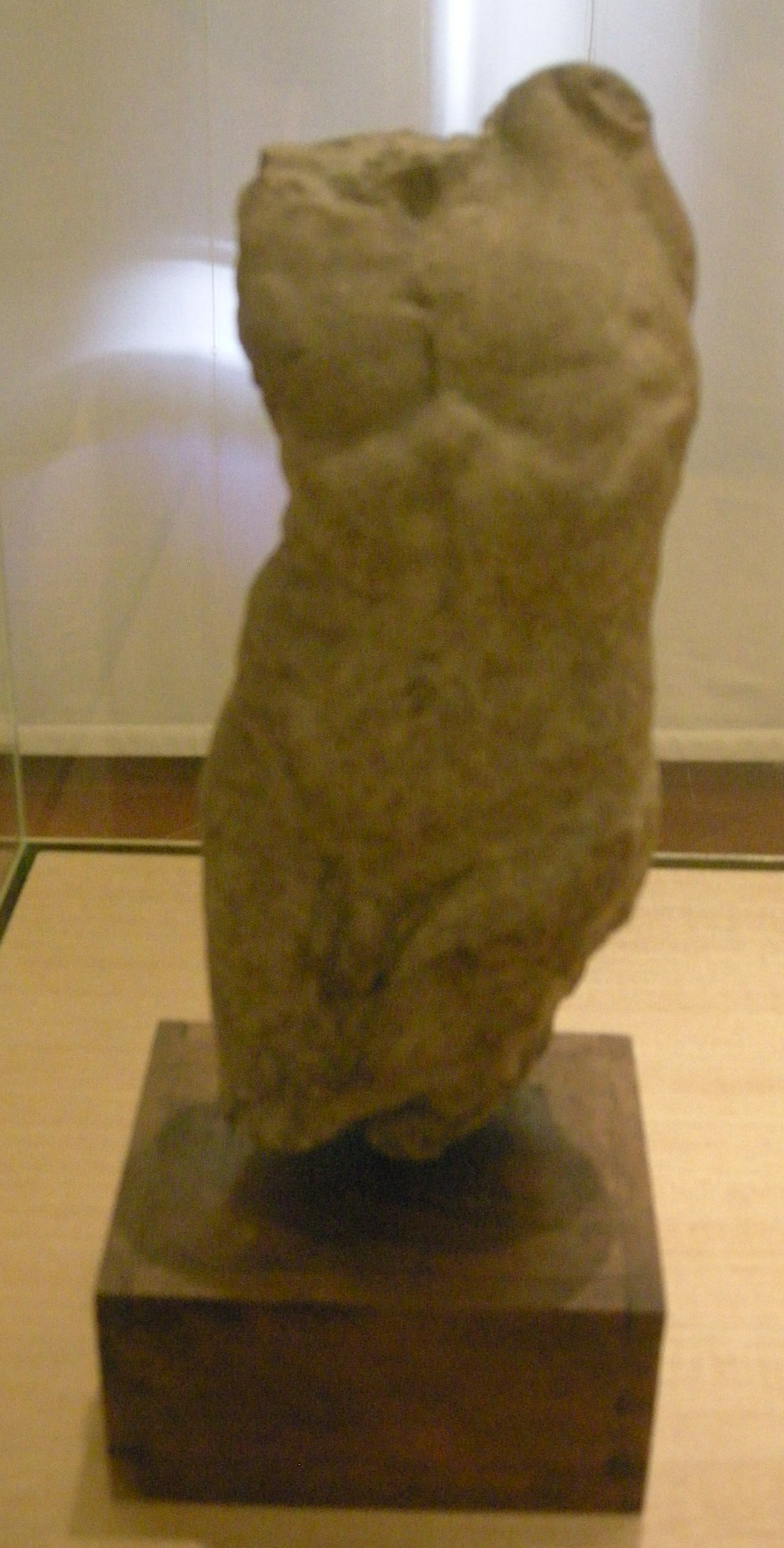
Entwurf eines Sklaven (?), Casa Buonarroti
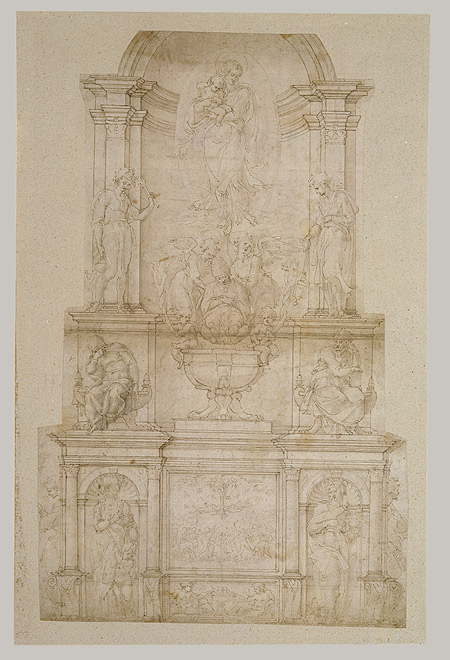
Entwurf eines Wandgrabs für Julius II., Michelangelo zugeschrieben Metropolitan Museum of Art, New York
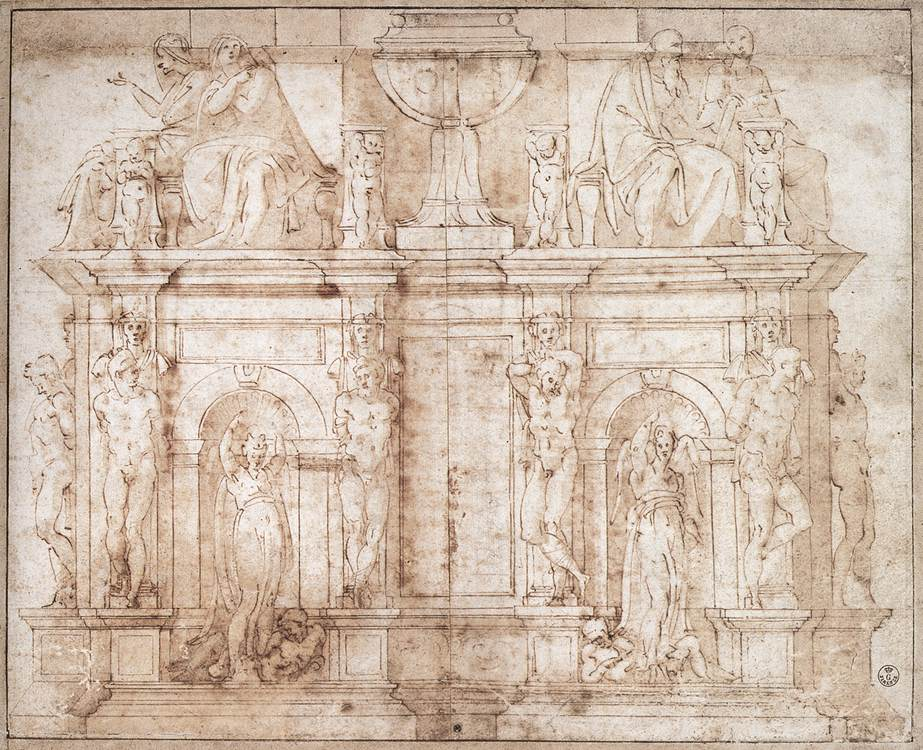
Entwurf eines Wandgrabs für Julius II., Michelangelo zugeschrieben, 1513. Uffizi, Florenz

Die Sklaven- bzw. Gefangen-Figuren wurden und werden von Kunsthistorikern traditionell mit dem Juliusgrabmal in Verbindung gebracht – eine solche Verknüpfung ist aufgrund der frühen Entwürfe, die eindeutig solche Figuren beinhalteten, naheliegend. Vor allem in jüngerer Zeit wurden jedoch auch Stimmen laut, die eine solche Verbindung negieren.
Grimm spricht in seiner Michelangelo-Biographie voller Bewunderung von dem sterbenden Sklaven: „Vielleicht ist die zarte Schönheit dieses sterbenden Jünglings noch durchdringender als die Gewalt des Moses… Wenn ich ausspreche, daß sie [die Statue des sterbenden Sklaven] für mich das erhabenste Stück Bildhauerarbeit ist, so tue ich das in Erinnerung an die Meisterwerke der antiken Kunst.“

### Drittes Projekt (1516)

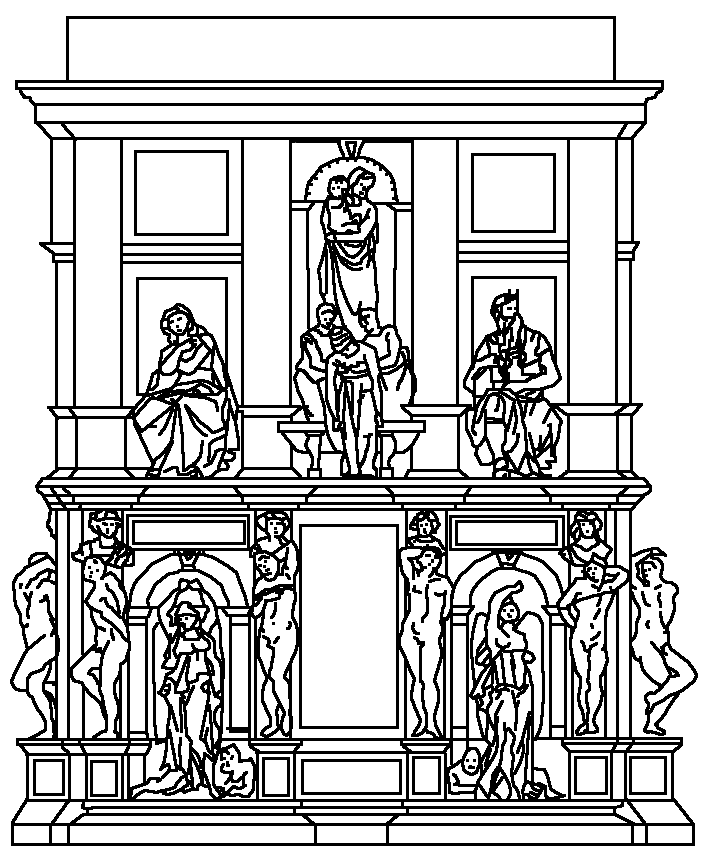
Rekonstruktion des Projekts, Stand 1516

Im Juli 1516 wurde ein neuer Vertrag mit den Della Rovere aufgesetzt, in dem die Anzahl der Statuen einmal mehr verringert wird. Der Zeitraum der Fertigstellung wurde  auf neun Jahre erweitert. Die Front des ersten Geschosses bleibt noch unverändert, die beiden mit der Wand verbundenen Seiten des ersten Geschosses werden jedoch bis auf eine Nische reduziert (etwa drei Meter). Für die Seiten waren eine Victoria sowie Gefangenen-Statuen vorgesehen. Die obere cappelletta-Struktur des Entwurfs von 1513 wird zugunsten einer deutlich kleineren Struktur aufgegeben. Im zweiten Geschoss der Fassade sollte sich die Statue des Papstes befinden, gestützt von zwei sitzenden Figuren, in Anlehnung an das Sujet der Pietà, gekrönt von einer Madonna mit dem Kind. Die Moses-Figur sollte sich laut diesem Entwurf in der vom Betrachter aus gesehen linken Nische des zweiten Geschosses befinden.
Leo X., der Nachfolger Julius II., stammte aus der Florentiner Familie der Medici. Waren die Medici und die Della Rovere zunächst Verbündete gewesen, schlugen die Beziehungen zwischen beiden Familien ab ca. 1516 in offene Feindschaft um, so dass eine Weiterführung des Grabmals-Projekts unter den Augen des neuen Papstes ab 1516 nicht mehr möglich war. 1516 entlassen die Erben Julius’ II. den Meister aus seinem Vertrag. In den folgenden Jahren wird Michelangelo dann von seinen frühen Förderern, den Medici, in Anspruch genommen.
Im Jahr 1522 fordern die Della Rovere für das Grabmal geleistete Anzahlungen zurück und drohen 1524 mit einem Prozess. Ende der 10er/Anfang der 20er Jahre nahm Michelangelo die Arbeit am Grabmal in Florenz wieder auf. Manche Kunsthistoriker nehmen an, dass aus dieser Zeit vier unvollendete Gefangenen-Statuen (die sogenannten Boboli-Sklaven) (heute in der Galleria dell’Accademia, Florenz), sowie die Statue eines Siegers (heute Palazzo Vecchio, Florenz) stammen. Andere Kunsthistoriker datieren die Boboli-Sklaven und den Sieger auf einen Zeitpunkt nach 1532. Keine dieser fünf Statuen ist, obwohl ursprünglich wohl für das Juliusgrabmal vorgesehen, in dieses eingegangen.
Die vier Sklaven-Statuen sind typisch für das Non-finito, das Unvollendet-Sein, in Michelangelos Werk. Die vier Skulpturen haben daher immer im Mittelpunkt der Michelangelo-Forschung gestanden. Kunsthistoriker haben immer wieder darüber spekuliert, ob dieses Non-finito lediglich auf die chronische Überlastung des Meisters zurückzuführen ist (dies ist gewissermaßen die offensichtliche, naheliegende Erklärung), oder ob dies von Michelangelo so intendiert war. Kunsthistoriker weisen darauf hin, dass das Non-finito Michelangelos Idee reflektiere, dass die Figuren bereits fertig im Stein enthalten seien und die Kunst des Bildhauers „lediglich“ darin bestehe, diese von dem überflüssigen, sie umgebenden Material zu befreien.
Die Statuen befanden sich bis zum Tod des Meisters in dessen Studio in Florenz. Sie wurden 1586 in den Boboli-Garten des Palazzo Pitti verbracht, wo sie, symbolträchtig, in einer Grotte aufgestellt wurden. Dort befanden sie sich bis 1908, als sie an ihren heutigen Standort, die Galleria dell’Accademia verbracht wurden.

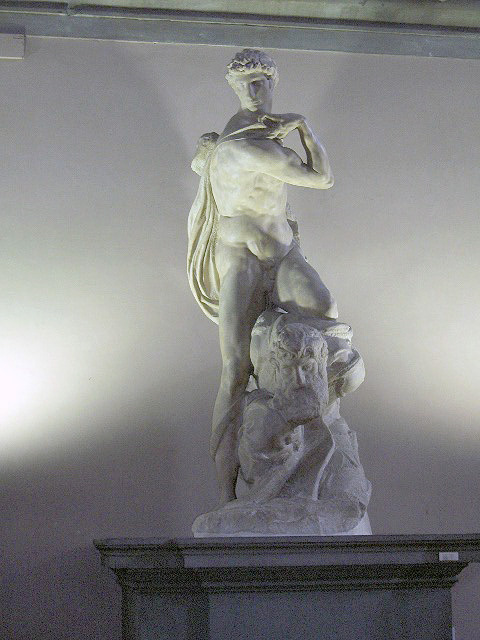
Sieger, Palazzo Vecchio, Florenz
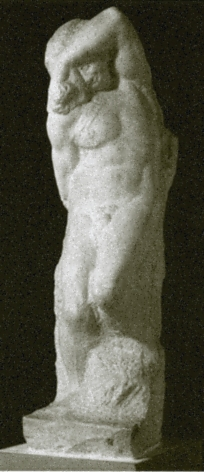
Junger Sklave, Galleria dell’Accademia, Florenz
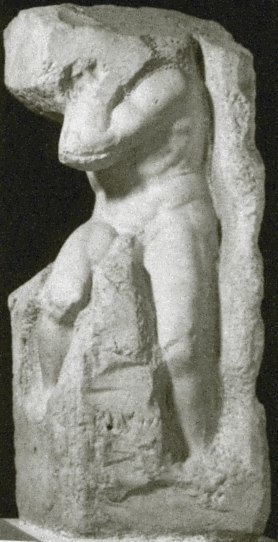
Atlas, Galleria dell’Accademia, Florenz
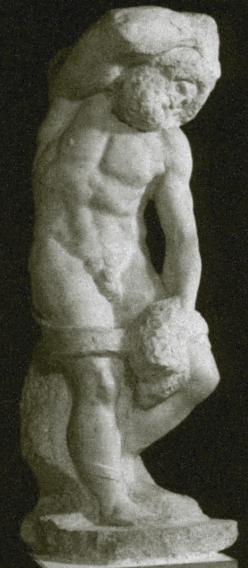
Bärtiger Sklave, Galleria dell’Accademia, Florenz
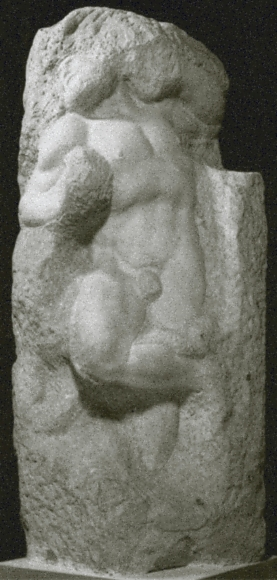
Erwachender Sklave, Galleria dell’Accademia, Florenz

### Viertes Projekt (1526)
Im Jahr 1526 schlug Michelangelo den Papst-Erben eine neue Fassung des Grabmonuments vor, wonach nun ein Wandgrab mit nur noch zwölf Statuen ausgeführt werden sollte. Über diesen Projektstand existieren kaum gesicherte Erkenntnisse. Wahrscheinlich hatte Michelangelo bereits in dieser Phase die noch verbliebenen seitlichen Nischen vollständig eliminiert, so dass das Ergebnis wohl bereits deutlich in Richtung des tatsächlich realisierten Grabmonuments deutete. Die Della Rovere waren mit dieser gegenüber früheren Entwürfen nunmehr wohl stark reduzierten Fassung nicht einverstanden.

### Fünftes Projekt (1532)

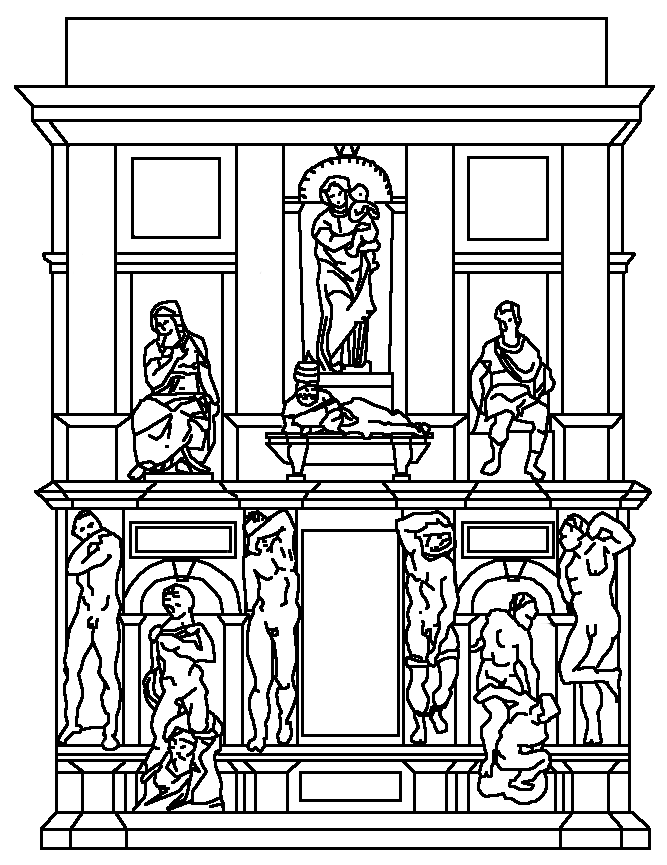
Rekonstruktion des Projekts, Stand 1532

Nachdem die Arbeit an dem Grabmonument noch immer nicht wesentlich vorangekommen war, verlangten die Della Rovere entschieden eine Lösung. Ein weiterer Vertrag wurde aufgesetzt (1532), in dem bestimmt wurde, dass das Monument in San Pietro in Vincoli zu errichten sei, Julius’ Titelkirche als Kardinal, wobei Michelangelo sechs Statuen eigenhändig ausführen und die Arbeiten leiten sollte. Die Arbeiten sollten binnen drei Jahren abgeschlossen werden. Doch auch dieser Vertrag konnte von Michelangelo nicht erfüllt werden, da neue Aufträge der Päpste Clemens VII. und Paul III. (insbesondere das Jüngste Gericht in der Sixtinische Kapelle) seine ganze Kraft beanspruchten. Im November 1536 erließ Papst Paul III. sogar ein motu proprio, um den Künstler aus seinen Verpflichtungen gegenüber den Della Rovere zu befreien.
In den 1530ern und Anfang der 1540er Jahre erreichte die „Tragödie des Juliusgrabmals“ für Michelangelo ihren Höhepunkt. Der Meister wurde beschuldigt, hohe Anzahlungen unrechtmäßig entgegengenommen zu haben, sogar Wucher wurde ihm vorgeworfen. Michelangelo verteidigte sich heftig gegen diese Anschuldigungen.

### Sechstes und letztes Projekt (1542–1545)
Im Jahr 1541, Michelangelo hatte gerade das Jüngste Gericht vollendet, setzte sich Paul III. bei den Della Rovere dafür ein, dass andere Künstler das Juliusgrabmal unter Michelangelos Aufsicht vollenden sollten. Die Erben Julius II. akzeptierten, und am 20. August 1542 wurde der letzte Vertrag aufgesetzt.
In den Jahren 1542 bis 1545 wurde das Grabmal endlich fertiggestellt. Michelangelo hat letztlich wohl nur den Moses, der nunmehr ins Zentrum des Grabmonuments gerückt war, eigenhändig und ohne Mitarbeit von Gehilfen ausgeführt. Die Statuen der Lea und der Rachel sind entweder vom Meister unter Mitarbeit seines Gehilfen Raffaello da Montelupo oder von letzterem allein ausgeführt worden. Die drei übrigen Statuen (ein Prophet, eine Sibylle und die Madonna mit dem Kind) wurden bereits im Jahr 1537 von Michelangelo skizziert, jedoch von Gehilfen vollendet. Für die architektonischen Elemente des ersten Geschosses wurden Arbeiten verwendet, die bereits um 1513 von Antonio del Ponte a Sieve ausgeführt worden waren (s. o.). Die Architektur des Obergeschosses wurde von Giovanni di Marchesi und Francesco d’Urbino ausgeführt.
1545, etwa 40 Jahre nach der Kommissionierung, wurde das Grabmal endlich in seiner heutigen Gestalt in San Pietro in Vincoli aufgestellt.

## Allgemeine Beschreibung
Das Grabmonument ist als zweigeschossiges Wandgrab ausgeführt. Müller schreibt von einem „ziemlich barocke[n] Wandbau“, der einen „unerfreulichen Eindruck“ mache. Das erste Geschoss trägt noch die Reminiszenz an eine der Schmalseiten des ursprünglichen Entwurfs mit zwei reich ornamentierten Nischen. Im Zentrum des ersten Geschosses befindet sich die Moses-Statue. In der Nische vom Betrachter aus rechts befindet sich die Statue der Lea als Allegorie der vita activa, in der linken Nische jene der Rachel als Allegorie der vita contemplativa, beide in stehender Position.
Die Architektur des zweiten Geschosses ist von vier hoch aufragenden Pilastern geprägt, welche drei gleich große Nischen bilden. In der rechten Nische befindet sich ein Prophet, in der linken Nische, über der Vita Contemplativa, eine Sibylle, beide in sitzender Position. Genau im Zentrum des Monuments, über der Moses-Statue, hat Michelangelo eine Statue Julius II. in liegender Position platziert. In der mittleren Nische hinter und über der Papstfigur befindet sich die aufrecht stehende Jungfrau Maria mit dem Jesuskind im Arm. Dieses Ensemble aus ruhender Papstfigur und der darüber angeordneten Madonna mit dem Kind findet sich in ähnlicher Form schon im zweiten Entwurf von 1513. Mit der ikonographisch geläufigen Darstellung des Toten in liegender Position auf einer Kline, den Kopf mit einem Arm abstützend, wird ein Thema etruskischen Ursprungs aufgenommen, das den Toten an einem Bankett im Jenseits teilnehmend zeigt. Über der mittleren Nische, das Monument krönend, befindet sich das päpstliche Wappen.
Das Monument ist reich ornamentiert, dies gilt insbesondere für das erste Geschoss. Die Simse über den beiden unteren Nischen, auf denen die Sibylle und der Prophet thronen, werden von jeweils zwei als Reliefs ausgeführten männlichen Karyatiden getragen.
Auffällig ist die Dominanz der Moses-Figur in dem Ensemble, der gegenüber die Figur des ruhenden Julius – eigentlich die Hauptfigur des Grabmonuments – fast verschwindet. Es kann angenommen werden, dass dieses Missverhältnis so nicht geplant war und eher dem Umstand geschuldet ist, dass der früher als die übrigen Figuren geschaffene weit überlebensgroße Moses noch für eine frühere, monumentalere Version des Grabmals konzipiert war und sich nicht recht in die letzte, verkleinerte Version einfügen wollte.

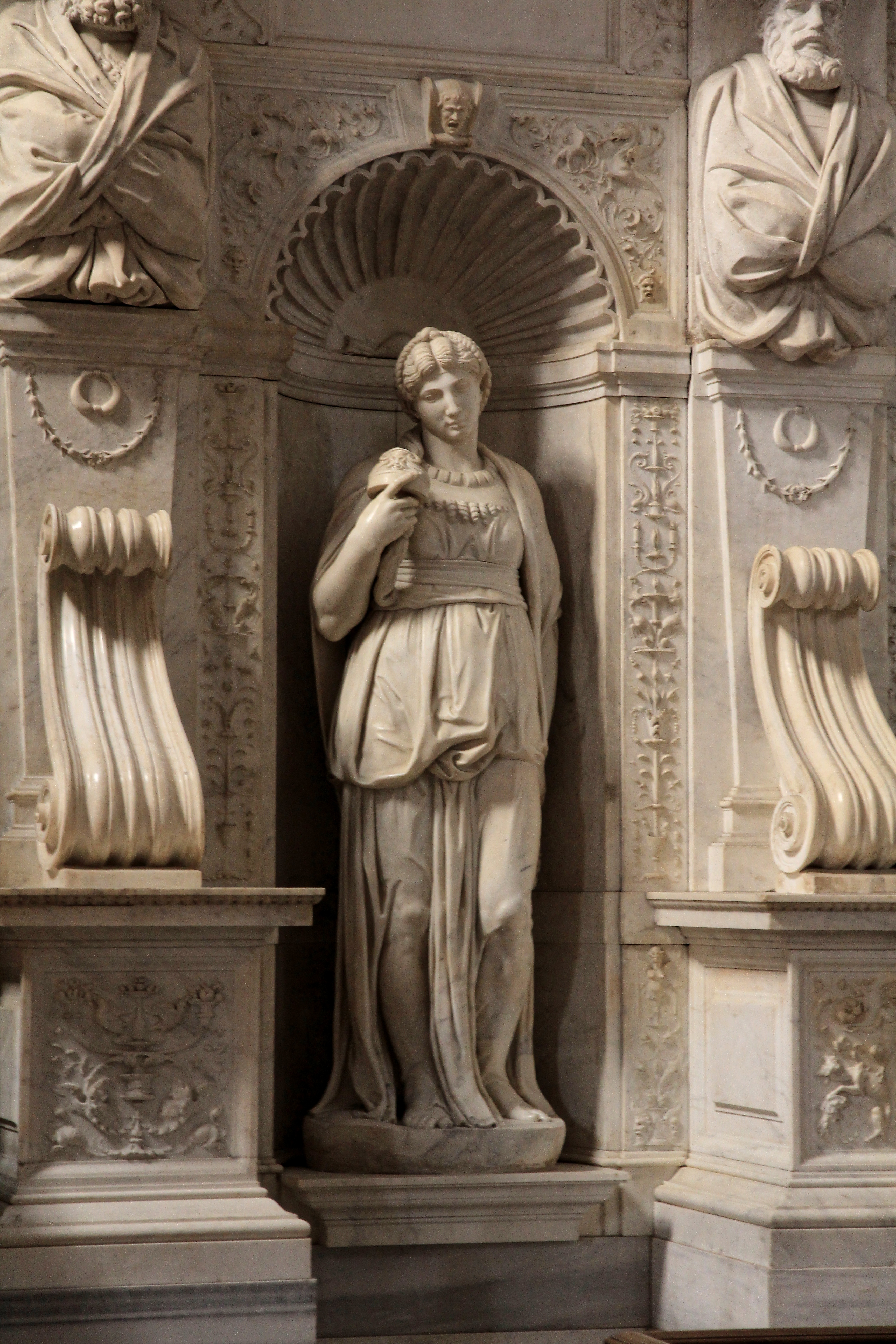
Lea
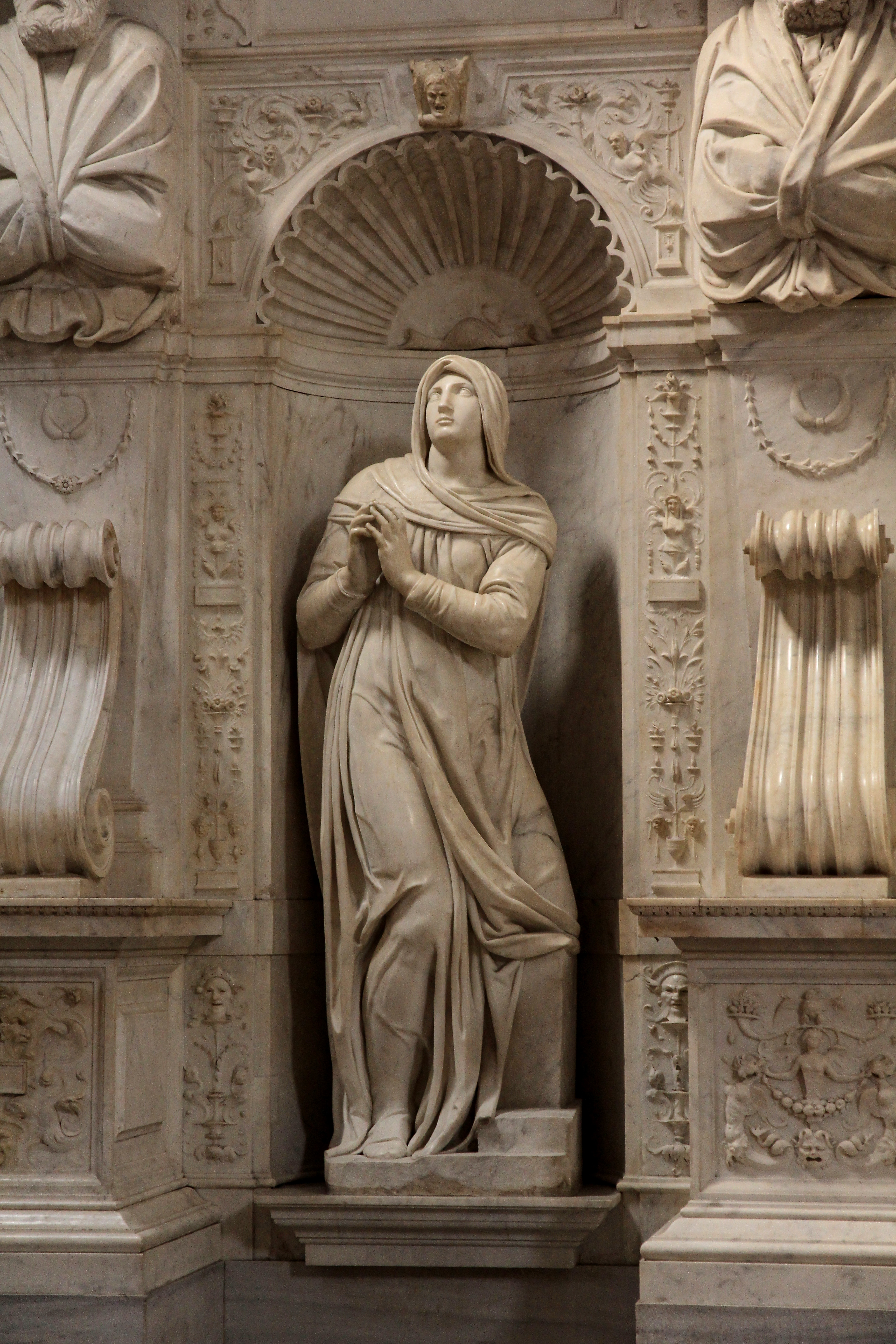
Rachel
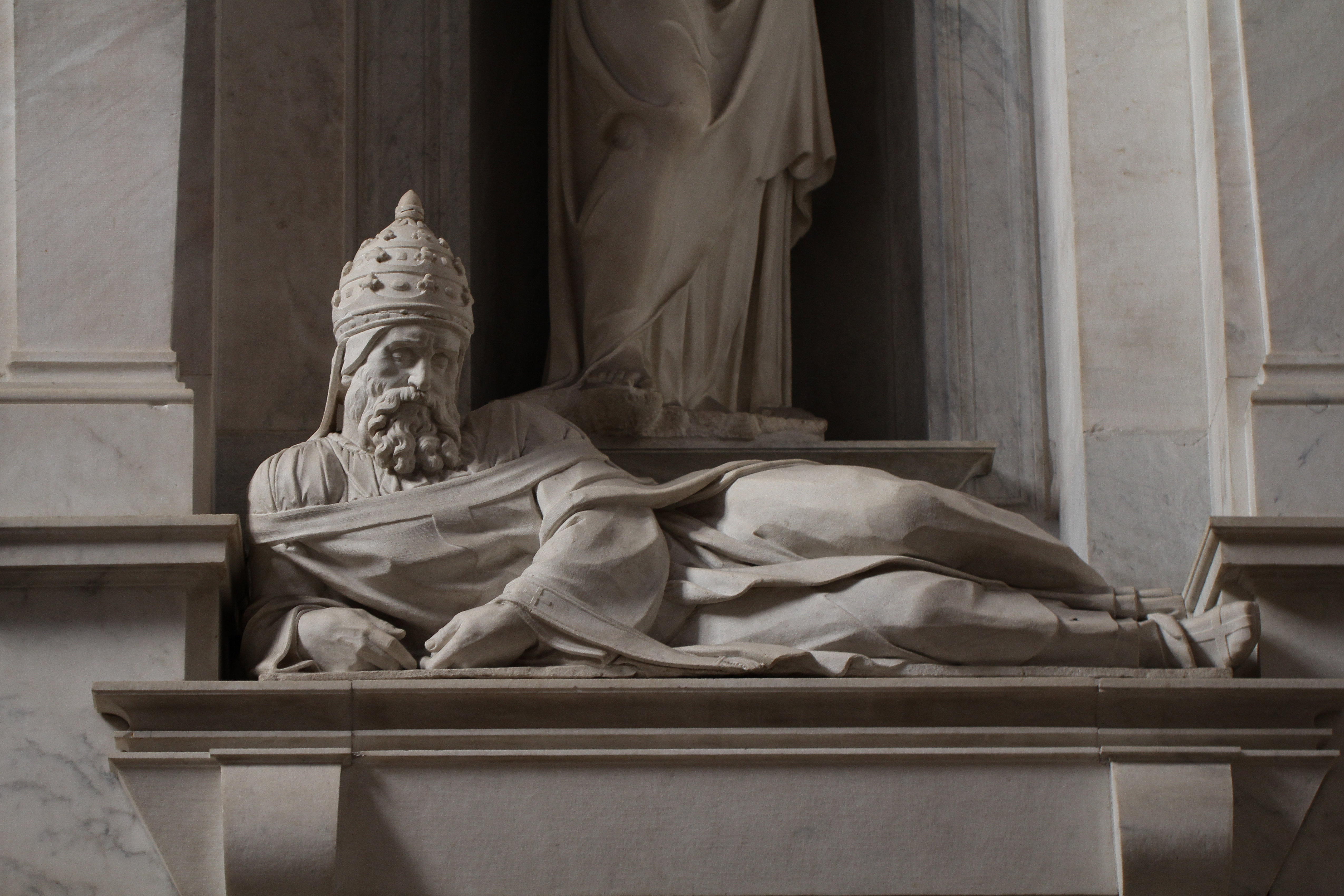
Julius II.

## Der Moses
Der Moses ist zweifellos die wichtigste Figur des Juliusgrabmals, schon allein aus dem Grund, dass er die einzige Statue ist, die Michelangelo zweifelsfrei allein ausgeführt hat. Ihm gilt daher traditionell die größte Aufmerksamkeit der Kommentatoren. Der Meister selbst scheint mit seinem Werk zufrieden gewesen zu sein, wie die folgende Äußerung Michelangelos gegenüber seinem Biographen Condivi zeigt: “questa sola statua è bastante a far onore alla sepoltura di papa Giulio” (deutsch: „Diese eine Statue genügt schon, um dem Grabmal des Papstes Julius Ehre zu machen.“)

### Beschreibung

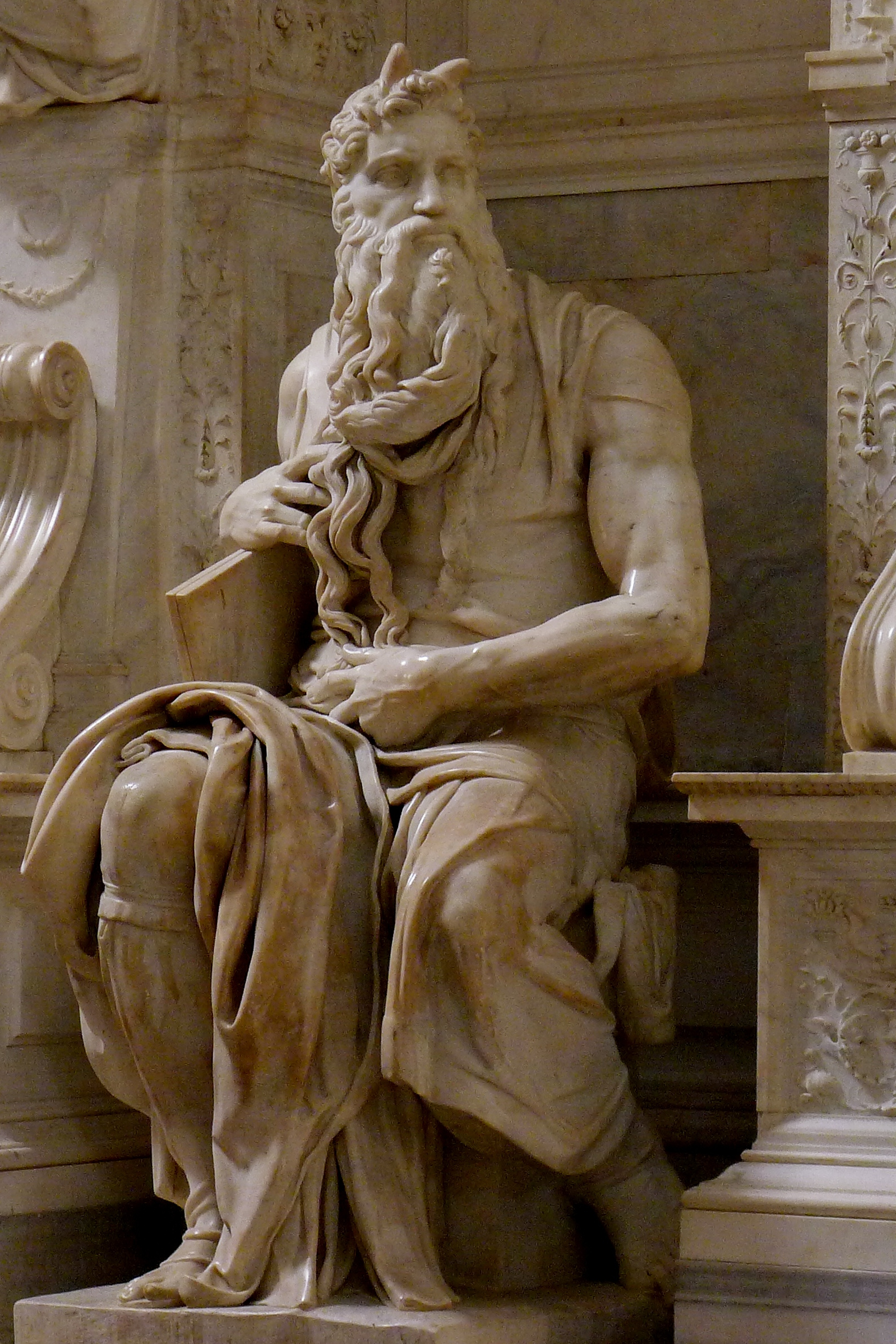
Moses

Die aus einem Block Carraramarmor gearbeitete Statue des Moses ist 2,35 hoch. Der Prophet wird in sitzender Position dargestellt, aufrecht würde die Statue somit etwa drei Meter messen. Die Statue ruht auf einem niedrigen Sockel und ist leicht aus dem Monument herausgerückt, so dass die übrigen Skulpturen als Hintergrundfiguren erscheinen. Moses wird in dem Moment dargestellt, da er mit den Gesetzestafeln vom Berg Sinai zurückkehrt und Zeuge des Tanzes der Israeliten um das Goldene Kalb wird. Der rechte Arm ist auf die Gesetzestafeln gestützt, der linke Arm ist angewinkelt, die Hand ruht locker im Schoß. Der Kopf mit dem dichten gewellten Haar und dem in mächtigen Strähnen auf die Brust hinabfließenden Bart – dessen technische Meisterschaft von Müller als unvergleichlich gerühmt wird – ist um etwa 45° nach links gewendet, der strenge, missbilligende Blick gilt zweifellos dem um das Goldene Kalb tanzenden Volk. Gemäß der biblischen Überlieferung wird Moses nur Augenblicke später die – in Michelangelos Darstellung noch intakten – Gesetzestafeln ob des frevlerischen Tuns seines Volkes auf dem Boden zerschmettern. Der Prophet ist in eine ärmellose Tunika mit verschwenderischem Faltenwurf gekleidet.
Die – ikonographisch übliche – Darstellung des Moses mit Hörnern (die es mit dieser Ikonographie vertrauten zeitgenössischen Betrachtern erlaubte, den Moses sofort als solchen zu erkennen) geht auf eine Fehlübersetzung des hebräischen Verbs „qāran“ (קָרַן) zurück, das korrekt mit „strahlend“ zu übersetzen ist. In der Vulgata, an der sich auch Michelangelo orientierte, wird aufgrund einer fehlerhaften Vokalisierung stattdessen „cornuta“ (gehörnt) übersetzt.

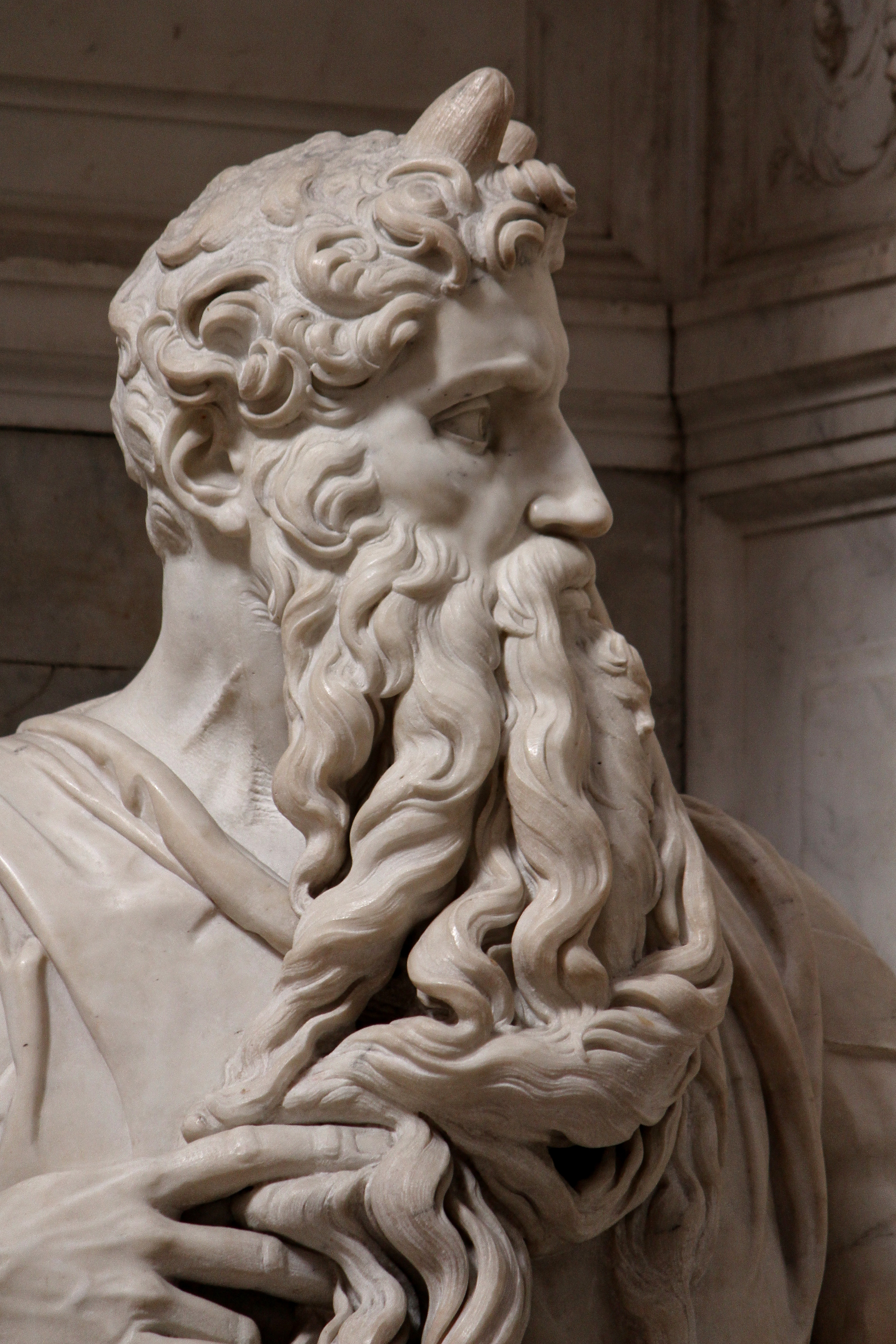
Moses Detail

Michelangelo hat seinen Moses in antiker Tradition als kraftvollen Heroen dargestellt. Merkmale wie Muskeln, Sehnen und Adern sind anatomisch präzise herausgearbeitet. Die überlebensgroße, spannungsgeladene Statue mit dem mächtigen gehörnten Haupt und den muskulösen Gliedmaßen vermittelt dem Betrachter den Eindruck mühsam gezügelter Kraft, die sich schon im nächsten Augenblick in einem Zornesausbruch entladen wird.
Jacob Burckhardt schreibt: „Moses scheint in dem Momente dargestellt, da er die Verehrung des goldenen Kalbes erblickt und aufspringen will. Es lebt in seiner Gestalt die Vorbereitung zu einer gewaltigen Bewegung, wie man sie von der physischen Macht, mit der er ausgestattet ist, nur mit Zittern erwarten mag.“ Ähnlich Lübke: „Als sähen die blitzenden Augen eben den Frevel der Verehrung des goldenen Kalbes, so gewaltsam durchzuckt eine innere Bewegung die ganze Gestalt. Erschüttert greift er mit der Rechten in den herrlich herabflutenden Bart, als wolle er seiner Bewegung noch einen Augenblick Herr bleiben, um dann um so zerschmetternder loszufahren.“
Ein von vielen Kommentatoren hervorgehobenes Merkmal ist die terribilità der Statue (von ital. terribile: „schrecklich, fürchterlich“) – ein Wesenszug, der auch dem Meister selbst von seinen Zeitgenossen nachgesagt, der jedoch auch dem Papstherrn Julius zugesprochen wurde. Kommentatoren wie Grimm und Von Einem sehen daher in der Moses-Statue sowohl Züge des Papstes wie auch Elemente eines Selbstporträts des Meisters. Grimm schreibt: „Es ist, als wäre diese Gestalt die Verklärung all der gewaltigen Leidenschaften, die die Seele des Papstes erfüllten, das Abbild seiner idealen Persönlichkeit unter der Gestalt des größten, gewaltigsten Volksführers…“ Und weiter: „All die Kraft, die Michelangelo besaß … zeigte er in diesen Gliedern und die dämonisch aufbrausende Gewaltsamkeit des Papstes in seinem Antlitz.“

### Mögliche Vorbilder
Als ein mögliches Vorbild für Michelangelo Moses nennt von Einem Andrea di Bonaiutos Fresco Der Triumph des Heiligen Thomas in der Spanischen Kapelle von Santa Maria Novella in Florenz. Den größten Einfluss auf den Moses sieht von Einem in Donatellos sitzender Figur Johannes des Evangelisten (1408–1415), die bis 1537 mit den drei anderen Evangelisten in den vier großen Nischen neben dem Hauptportal am florentiner Dom Santa Maria del Fiore stand und sich seit 1936 im Museo del Opera del Duomo befindet. Von Einem hebt den starken Kontrast zwischen Donatellos statischer Darstellung und der Dynamik und Lebendigkeit von Michelangelos Moses hervor. In der Natürlichkeit und Dynamik der Statue sieht von Einem Einflüsse der hellenistischen Kunst, mit der sich Michelangelo intensiv auseinandergesetzt hat. Konkret erwähnt von Einem in diesem Zusammenhang den Torso vom Belvedere, der einige Jahre zuvor in Rom gefunden worden war und der Michelangelo wohlbekannt war. In Michelangelos eigenem Werk sieht von Einem Vorläufer des Moses vor allem in den Propheten Joel, Jeremia und Daniel von den sixtinischen Deckenfresken.

### Rezeption
Michelangelos Moses dürfte eines der meistrezipierten Werke der Bildhauerei sein. Er galt und gilt vielen Kennern als die bedeutendste bildnerische Schöpfung Michelangelos, als dasjenige Werk, in dem die Genialität des Scultore ihren Höhepunkt erreicht.
Vasari urteilt, dass sich keine moderne oder antike Statue an Schönheit mit dem Moses messen könne. “… alla quale statua non sarà mai cosa moderna alcuna che possa arrivare di bellezza, e delle antiche ancora si può dire il medesimo.”
Goethe schrieb im Jahr 1830 über die Statue: „Diesen Heroen kann ich mir nicht anders als sitzend denken. Wahrscheinlich hat die überkräftige Statue des Michelangelo am Grabe Julius des Zweiten sich meiner Einbildungskraft dergestalt bemächtigt, dass ich nicht davon loskommen kann.“
Auch Sigmund Freud, der Begründer der Psychoanalyse, beschäftigte sich intensiv mit der Statue und veröffentlichte 1914 eine anonyme 22-seitige Abhandlung darüber (Der Moses des Michelangelo). Freud gibt an, „von keinem Bildwerk je eine stärkere Wirkung erfahren“ zu haben. Er kommt zu dem Schluss, dass die Dynamik in dem Bildwerk sich aus einem Bewegungsablauf ergibt. Moses erhebt sich beim Tanz um das Goldene Kalb um seine Stimme und Hand anzuheben, dabei drohen die Gesetzestafel seiner anderen Hand zu entgleiten. In der Bewegung des Erhebens geht die Bewegung wieder zurück zu einer Sitzbewegung, denn Moses versucht – wie jeder Mensch in solch einer Situation – die Tafeln wieder in Griff zu bekommen. Diese Bewegung ist bei Freud in Skizzenform dargestellt. Die Bewegung ist gewissermaßen im Marmor eingefroren.
Grimm sieht in Michelangelos Moses-Statue die „Krone der modernen Skulptur. Nicht allein dem Gedanken nach, sondern auch in Anbetracht der Arbeit, die von unvergleichlicher Durchführung sich zu einer Feinheit steigert, die kaum weiter getrieben werden könnte.“ „Wer diese Statue einmal gesehen hat … dem muß ihr Eindruck für immer haften bleiben. Eine Hoheit erfüllt sie, ein Selbstbewußtsein, ein Gefühl, als stünden diesem Manne die Donner des Himmels zu Gebote, doch er bezwänge sich, ehe er sie entfesselte, erwartend, ob die Feinde, die er vernichten will, ihn anzugreifen wagten.“
Müller rühmt die „hohe Schönheit“ des Antlitzes und den Eindruck von Lebendigkeit, den  die nackten Körperteile vermitteln. Gleichzeitig sei „ein gewisses Haschen nach Effekt“ nicht zu verkennen.
Gardner/Kleiner stellen wie viele andere Kommentatoren die latente, scheinbar kurz vor dem Ausbruch stehende emotionale und physische Energie von Michelangelos Moses heraus. Der Meister habe insoweit jedes bildnerische Werk seit der Zeit des Hellenismus übertroffen.